# Данаил Раев
Данаил Раев е български просветен деец от Македония.

## Биография
Раев е роден в град Прилеп, тогава в Османската империя, днес в Северна Македония. В 1904 година завършва с ΧIX випуск Солунската българска гимназия. Работи като учител. По време на българското управление в Прилеп в годините на Първата световна война Раев е председател на общинското управление в родния си град.